# Як-поло

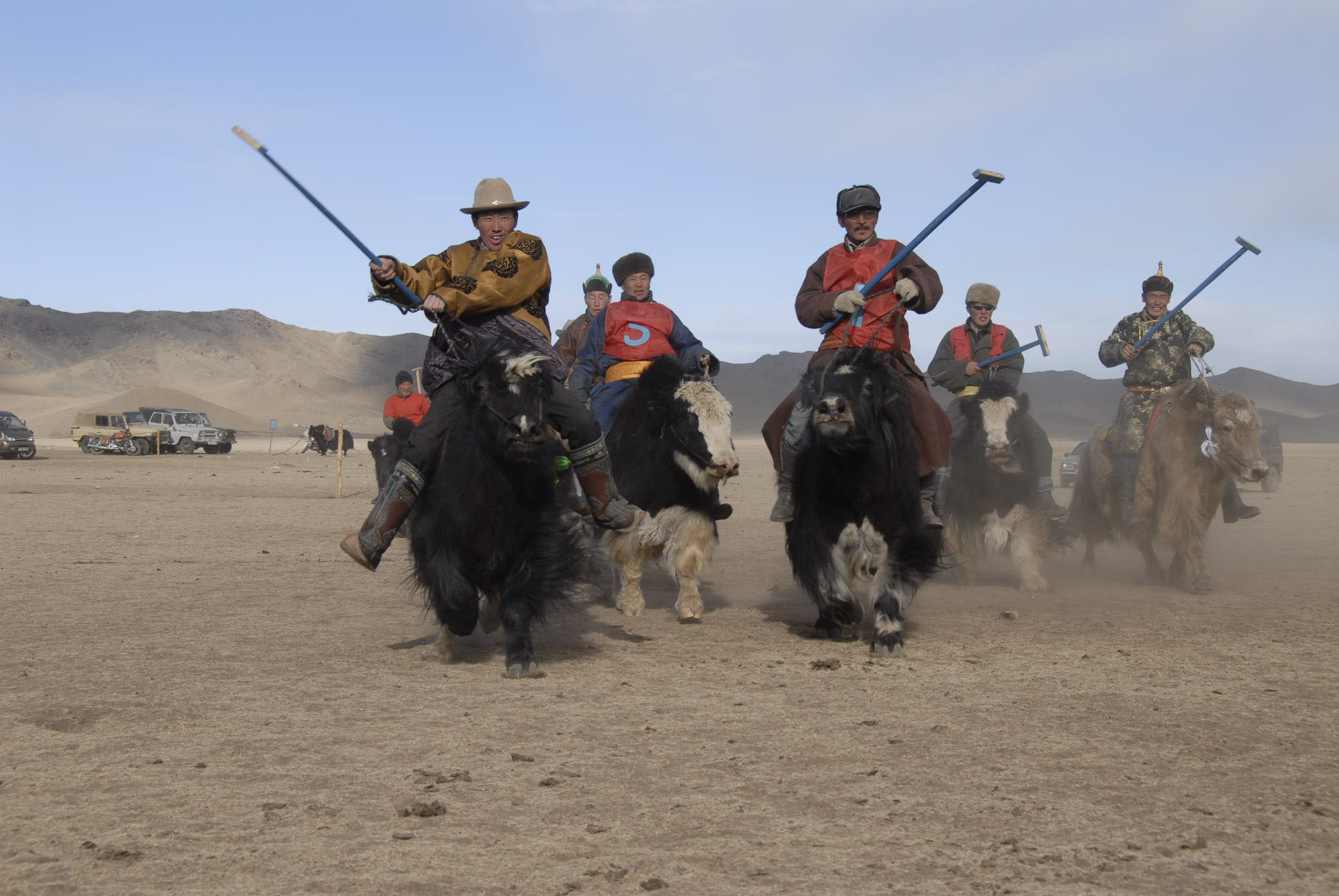
Як поло

Як-поло (або сарлаган-поло) — монгольський варіант спортивного поло, в якому грають не на конях, а на яках.
Спочатку цей вид спорту був винайдений на початку 2000-х років як туристична розвага, а станом на 2006 рік, як повідомляється, привернув скромну кількість прихильників у Монголії. Монгольська асоціація Sarlagan Polo стверджує, що цей вид спорту процвітає: влітку 2006 року проводилося чотири гри на тиждень.
У Пакистані в поло як грають у Гімалаях і Гіндукуші в Бороглі в районі Читрал. Подія проводиться щороку в липні та спонсорується Sarhad Tourism Corporation, уряд Хайбер-Пахтунхва, Пакистан.